# 바사산드라주

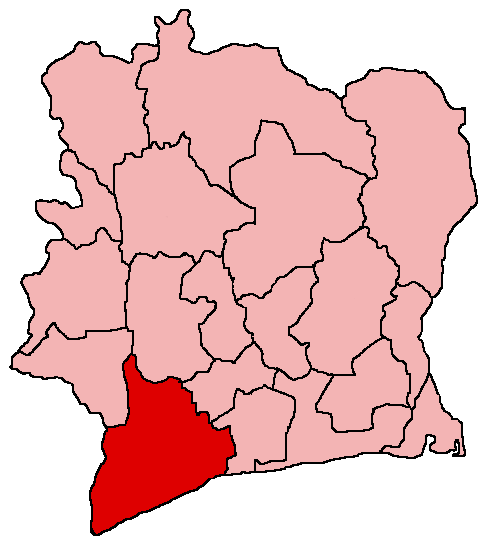
바사산드라주

바사산드라주(프랑스어: Bas-Sassandra)는 코트디부아르에 존재했던 행정 구역이다. 주도는 산페드로이며 면적은 25,800km2이었다. 4개의 하위 행정 구역(산페드로, 사산드라, 수브레, 타부)을 관할했다.